# Richard J. Wattenmaker
Richard Joel Wattenmaker (geboren am 22. Februar 1941 in Philadelphia; gestorben am 12. August 2017 ebenda) war ein amerikanischer Kunsthistoriker und Museumsdirektor. Sein Spezialgebiet war die europäische und amerikanische Kunst des 19. und 20. Jahrhunderts.

## Leben
Richard J. Wattenmaker kam 1941 in Philadelphia zur Welt. Seine ersten Kurse in Kunstgeschichte besuchte er ab 1959 bei Violette de Mazia an der Barnes Foundation in Merion. Es folgte ein Studium der Kunstgeschichte an der University of Pennsylvania in Philadelphia, das er 1963 mit dem Bachelor of Arts abschloss. Anschließend kehrte er zurück an die Barnes Foundation und gab dort erste Vorlesungen. Seine Ausbildung setzte er am Institute of Fine Arts der New York University fort, wo er 1965 den Masterabschluss und 1972 den Titel Doctor of Philosophy erlangte.
Wattenmaker arbeitete in führender Funktion an verschiedenen Museen. Er war von 1966 bis 1969 Gründungsdirektor der Art Gallery der Rutgers University, arbeitete von 1972 bis 1978 als Chefkurator an der Art Gallery of Ontario in Toronto, leitete 1979–1980 das Chrysler Museum of Art in Norfolk und war anschließend von 1980 bis 1988 Direktor des Flint Institute of Arts in Flint. Von 1990 bis 2005 war er Direktor der Archives of American Art der Smithsonian Institution in Washington, D.C.
Zu den Schwerpunkten seiner Arbeit gehörte die Forschung zu den Künstlern Pierre Puvis de Chavannes, William Glackens, Charles und Maurice Prendergast. Er beschäftigte sich zudem mit dem Kunstsammler Albert C. Barnes und verfasste Publikationen zu den Sammlungen der Barnes Foundation. Wattenmaker war verheiratet und hatte zwei Söhne.

## Veröffentlichungen (Auswahl)
- The Art of Jean Hugo, Art Gallery of Ontario, Toronto 1973.
- The Fauves, Art Gallery of Ontario, Toronto 1975, ISBN 978-0-919-87602-6.
- Puvis de Chavannes and the modern Tradition, Art Gallery of Ontario, Toronto 1975.
- European Tools from the 17th to the 19th Century, Flint Institute of Arts, Flint 1981.
- American Native Paintings, Flint Institute of Arts, Flint 1981.
- Samuel Yellin in Context, Flint Institute of Arts, Flint 1985.
- zusammen mit Anne Distel: La joie de vivre : die nie gesehenen Meisterwerke der Barnes Collection, Barnes Foundation und Kindler, München 1994, ISBN 978-3-463-40221-5. (Deutschsprachige Ausgabe)
- Maurice Prengergast, Abrams, New York 1994.
- Jean Hugo, une rétrospective, Musée Fabre, Montpellier 1995, ISBN 2-7427-0560-0.
- American paintings and works on paper in the Barnes Foundation, Barnes Foundation, Merion 2010, ISBN 978-0-300-15877-9.